# Monom
A monom vagy egytagú (algebrai kifejezés) matematikai fogalom, a polinom részegysége. Egy monom egy konstans szorzóból és néhány, egy bizonyos kitevőn szereplő változóból áll. Tulajdonképpen olyan polinom, amely csak egy tagból áll. Ez például monom: {\displaystyle \,\!6x^{2}y^{5}}
A {\displaystyle \,\!3x+x^{2}y^{2}+2xy^{5}} polinom a következő monomokból áll:
{\displaystyle \,\!3x,\ x^{2}y^{2},\ 2xy^{5}}

## Tulajdonságok
- Több monom összege polinom (ráadásul ha a monomokban a változók és kitevőik megegyeznek, akkor az összeg szintén monom). Például így: {\displaystyle \,\!6x^{2}y^{2}+3x^{2}y^{2}=9x^{2}y^{2}}
- Több monom szorzata mindig monom.
- A polinomok a monomok lineáris kombinációiként állnak elő, így tehát a monomok a polinomok vektorterének generátorát alkotják.
- Egy monom foka egyenlő a benne szereplő változók kitevőinek összegével.